# Alstone (Tewkesbury)
Alstone – osada w Anglii, w hrabstwie Gloucestershire, w dystrykcie Tewkesbury. Leży 21 km na północny wschód od miasta Gloucester i 142 km na zachód od Londynu.